# Corazón guerrero
Corazón guerrero es una telenovela mexicana producida por Salvador Mejía Alejandre para TelevisaUnivision, en el 2022. La telenovela es una versión de la historia argentina Valientes, de Marcos Carnevale y Lily Ann Martin. Se estrenó a través de Las Estrellas, el 28 de marzo de 2022 en sustitución de Contigo sí y finalizó el 9 de septiembre del mismo año siendo reemplazado por Mi secreto.
Está protagonizada por Alejandra Espinoza, Gonzalo García Vivanco, Rodrigo Guirao, Christian de la Campa, Oka Giner, Karena Flores y Sian Chiong, junto con Diego Olivera, Altaír Jarabo, Sabine Moussier y Joshua Gutiérrez en los roles antagónicos, acompañados por Gabriela Spanic, Natalia Esperón, Ana Martín, René Casados y Manuel Ojeda.

## Trama
Corazón guerrero sigue la vida de los hermanos Jesús (Gonzalo García Vivanco), Damián (Rodrigo Guirao) y Samuel (Christian de la Campa), quienes son separados al fallecer su padre y son repartidos en diferentes familias. Años después, Jesús se reencuentra con sus hermanos y una vez unidos, frente a la lápida de su padre, juran vengarse de Augusto Ruíz-Montalvo (Diego Olivera) por separarlos y haber destruido a su familia.

## Reparto
Se publicó una lista de todo el reparto confirmado el 17 de enero de 2022, a través de la página web oficial de la sala de prensa de Grupo Televisa.

### Principales
- Alejandra Espinoza como Mariluz García[10]
- Gonzalo García Vivanco como Jesús Sánchez Guerrero[8]
- Altaír Jarabo como Carlota Ruiz-Montalvo
- Oka Giner como Doménica Ruiz-Montalvo Peñalver
- Christian de la Campa como Samuel Sánchez Guerrero
- Rodrigo Guirao como Damián Sánchez Guerrero
- Diego Olivera como Augusto Ruíz-Montalvo
- Sabine Moussier como Victoriana Peñalver de Ruiz-Montalvo
- René Casados como Heriberto Villalba
- Joshua Gutiérrez como Federico Duarte Ruiz-Montalvo
- Manuel Ojeda como Abel Crucero
- Aleida Núñez como Selena Recuero
- Ana Martín como Concepción «Conchita» García
- Natalia Esperón como Guadalupe García
- Karena Flores como Emma Ruiz-Montalvo Peñalver
- Sian Chiong como Adrián Guerrero
- Gabriela Spanic como Elisa Corso vda. de Sánchez[11][12]
- Juan Colucho como Patricio Salgado

### Recurrentes e invitados especiales
- Eduardo Yáñez como Octavio Sánchez[11]
- Pablo Valentín como Valero
- Rafael del Villar como Gabino Beltrán
- Yekaterina Kiev como Micaela
- Sergio Acosta como Bautista
- Luis Lauro como Iker
- Emilio Galván como Saúl
- Cristian Gamero como Isaías Cabrera
- Pamela Cervantes como Fabiola
- Paty Maqueo como Belén
- Patricio de Rodas como Rodrigo
- Raúl Ortero como Sergio
- Samantha Vázquez como Lola
- Diego Aranciviá como Gustavo
- Fernanda Rivas como Renata
- Michelle Polanco como Laura
- Ignacio Guadalupe como Don Óscar
- Paola Rojas como Ella misma
- Haydee Navarrá como la Dra. Sabina Vega
- Kelchie Arizmendi como Eloísa
- Arturo Vázquez como Celestino
- Carlos Larrañaga como Anselmo
- José Luis Duval como Santiago
- Patricia Martínez como Chana
- Tania Vázquez como Briana
- Susana Diazayas como Lorena Pullada
- Claudia Ortega como Lina
- Jessica Decote como Viviana
- Itza Sodi como Lucas
- Rafael Amador como Rogelio

## Episodios
| N.º | Título                                            | Fecha de emisión original | Audiencia (millones) |
| --- | ------------------------------------------------- | ------------------------- | -------------------- |
| 1   | «Tienes que hacer justicia»                       | 28 de marzo de 2022       | 2.2                  |
| 2   | «Vamos a dar batalla»                             | 29 de marzo de 2022       | 2.2                  |
| 3   | «Somos el uno para el otro»                       | 30 de marzo de 2022       | 2.2                  |
| 4   | «Las acciones nos definen»                        | 31 de marzo de 2022       | —                    |
| 5   | «Perder lo que más ama»                           | 1 de abril de 2022        | —                    |
| 6   | «Echar la casa por la ventana»                    | 4 de abril de 2022        | 2.2                  |
| 7   | «Un juramento»                                    | 5 de abril de 2022        | —                    |
| 8   | «La sangre de un Ruiz Montalvo»                   | 6 de abril de 2022        | —                    |
| 9   | «Todos los pájaros cantan»                        | 7 de abril de 2022        | 2.1                  |
| 10  | «Como un girasol»                                 | 8 de abril de 2022        | —                    |
| 11  | «Nadie se salva de un corazón roto»               | 11 de abril de 2022       | —                    |
| 12  | «Soy la mujer que buscas»                         | 12 de abril de 2022       | 2.0                  |
| 13  | «Están en peligro de muerte»                      | 13 de abril de 2022       | —                    |
| 14  | «Me duele amarte»                                 | 14 de abril de 2022       | —                    |
| 15  | «Domenica no es buena»                            | 15 de abril de 2022       | —                    |
| 16  | «Nos robaron todo»                                | 18 de abril de 2022       | —                    |
| 17  | «Su madre vive»                                   | 19 de abril de 2022       | —                    |
| 18  | «Ley de causa y efecto»                           | 20 de abril de 2022       | 2.0                  |
| 19  | «Voy a luchar por él»                             | 21 de abril de 2022       | —                    |
| 20  | «El trabajo está hecho»                           | 22 de abril de 2022       | —                    |
| 21  | «Se me desgarra el alma»                          | 25 de abril de 2022       | —                    |
| 22  | «Noviazgo formal»                                 | 26 de abril de 2022       | —                    |
| 23  | «Ocúpate de tu vida»                              | 27 de abril de 2022       | 2.1                  |
| 24  | «Fiesta de compromiso»                            | 28 de abril de 2022       | —                    |
| 25  | «No te voy a dejar en paz»                        | 29 de abril de 2022       | —                    |
| 26  | «Un juramento de amor»                            | 2 de mayo de 2022         | —                    |
| 27  | «La mujer de Octavio Sánchez»                     | 3 de mayo de 2022         | —                    |
| 28  | «Meterse en la boca del lobo»                     | 4 de mayo de 2022         | 2.1                  |
| 29  | «Nuestra noche»                                   | 5 de mayo de 2022         | —                    |
| 30  | «Dame una señal»                                  | 6 de mayo de 2022         | —                    |
| 31  | «Fuera del juramento»                             | 9 de mayo de 2022         | 2.1                  |
| 32  | «Crisis de ansiedad»                              | 10 de mayo de 2022        | —                    |
| 33  | «¿Hacemos el amor?»                               | 11 de mayo de 2022        | 2.1                  |
| 34  | «Cosas turbias»                                   | 12 de mayo de 2022        | —                    |
| 35  | «Hombres de negocios»                             | 13 de mayo de 2022        | —                    |
| 36  | «Su vida pende de un hilo»                        | 16 de mayo de 2022        | —                    |
| 37  | «Ayúdalo a vivir»                                 | 17 de mayo de 2022        | —                    |
| 38  | «Orden de aprehensión»                            | 18 de mayo de 2022        | —                    |
| 39  | «Una verdadera pista»                             | 19 de mayo de 2022        | 2.0                  |
| 40  | «Prófuga de la justicia»                          | 20 de mayo de 2022        | —                    |
| 41  | «Cásate conmigo»                                  | 23 de mayo de 2022        | 1.8                  |
| 42  | «Hasta el fin del mundo»                          | 24 de mayo de 2022        | 2.1                  |
| 43  | «¡Es mi hijo!»                                    | 25 de mayo de 2022        | —                    |
| 44  | «Mordiste la mano que te dio de comer»            | 26 de mayo de 2022        | 2.2                  |
| 45  | «El plan se terminó»                              | 27 de mayo de 2022        | —                    |
| 46  | «¡Tenemos al culpable!»                           | 30 de mayo de 2022        | 2.1                  |
| 47  | «Lo mejor es terminar»                            | 31 de mayo de 2022        | —                    |
| 48  | «Vengo a entregarme»                              | 1 de junio de 2022        | 2.0                  |
| 49  | «Atravesar las llamas»                            | 2 de junio de 2022        | —                    |
| 50  | «La vida me restriega mis errores»                | 3 de junio de 2022        | —                    |
| 51  | «Cortar la hierba mala desde la raíz»             | 6 de junio de 2022        | 1.9                  |
| 52  | «Tú y yo solo somos uno»                          | 7 de junio de 2022        | 2.0                  |
| 53  | «Tomar cartas en el asunto»                       | 8 de junio de 2022        | 2.3                  |
| 54  | «Jesús no va a lastimarme»                        | 9 de junio de 2022        | 2.4                  |
| 55  | «¿Aceptas ser mi esposa?»                         | 10 de junio de 2022       | —                    |
| 56  | «Esos mecánicos son mis hijos»                    | 13 de junio de 2022       | 2.1                  |
| 57  | «Vamos a tener un bebé»                           | 14 de junio de 2022       | 2.4                  |
| 58  | «Ya no nos vamos a casar»                         | 15 de junio de 2022       | 2.3                  |
| 59  | «El dolor que siento»                             | 16 de junio de 2022       | 2.4                  |
| 60  | «¿Dónde están mis hijos?»                         | 17 de junio de 2022       | 2.2                  |
| 61  | «Tenerle miedo al amor»                           | 20 de junio de 2022       | —                    |
| 62  | «Medidas extremas»                                | 21 de junio de 2022       | —                    |
| 63  | «¡Vamos a explotar!»                              | 22 de junio de 2022       | 2.3                  |
| 64  | «Amor guardado, amor cancelado»                   | 23 de junio de 2022       | —                    |
| 65  | «Emma pierde la vista»                            | 24 de junio de 2022       | 2.1                  |
| 66  | «Mariluz le confiesa a Carlota su amor por Jesús» | 27 de junio de 2022       | —                    |
| 67  | «Amor encerrado, amor olvidado»                   | 28 de junio de 2022       | 2.2                  |
| 68  | «Una propuesta forzada y por compromiso»          | 29 de junio de 2022       | 2.3                  |
| 69  | «Adiós mi amor, adiós Mariluz»                    | 30 de junio de 2022       | —                    |
| 70  | «Que hable ahora o calle para siempre»            | 1 de julio de 2022        | 2.2                  |
| 71  | «Un golpe al corazón»                             | 4 de julio de 2022        | —                    |
| 72  | «El inicio de una gran amistad»                   | 5 de julio de 2022        | 2.2                  |
| 73  | «Necesito quitarte de en medio»                   | 6 de julio de 2022        | —                    |
| 74  | «Fuera de peligro»                                | 7 de julio de 2022        | 2.2                  |
| 75  | «Un corazón despechado»                           | 8 de julio de 2022        | —                    |
| 76  | «Enlodar mi nombre»                               | 11 de julio de 2022       | 2.2                  |
| 77  | «Jesús y Carlota conocen a su bebé»               | 12 de julio de 2022       | 2.2                  |
| 78  | «Mariluz se está ganando mi corazón»              | 13 de julio de 2022       | 2.2                  |
| 79  | «Más cerca del objetivo»                          | 14 de julio de 2022       | 2.3                  |
| 80  | «El desastre que provocaste»                      | 15 de julio de 2022       | —                    |
| 81  | «Pelea a muerte»                                  | 18 de julio de 2022       | —                    |
| 82  | «¡Los van a matar!»                               | 19 de julio de 2022       | —                    |
| 83  | «El destino nos quiere juntos»                    | 20 de julio de 2022       | 2.1                  |
| 84  | «Está todo podrido»                               | 21 de julio de 2022       | —                    |
| 85  | «¡Los Guerrero son mis hijos!»                    | 22 de julio de 2022       | 2.3                  |
| 86  | «Las noches de tortura se terminaron»             | 25 de julio de 2022       | —                    |
| 87  | «La estoy perdiendo»                              | 26 de julio de 2022       | 2.0                  |
| 88  | «La odio»                                         | 27 de julio de 2022       | 2.3                  |
| 89  | «Mi corazón no te ha olvidado»                    | 28 de julio de 2022       | —                    |
| 90  | «Lo único que me da vida eres tú»                 | 29 de julio de 2022       | 2.6                  |
| 91  | «Desenterrar el pasado»                           | 1 de agosto de 2022       | 2.0                  |
| 92  | «Ya no quiero vivir»                              | 2 de agosto de 2022       | 2.2                  |
| 93  | «Estoy decidido a recuperarte»                    | 3 de agosto de 2022       | 2.2                  |
| 94  | «Los malos van ganando»                           | 4 de agosto de 2022       | —                    |
| 95  | «¡Boda por partida doble!»                        | 5 de agosto de 2022       | 2.1                  |
| 96  | «Nuestro futuro está en tus manos»                | 8 de agosto de 2022       | 2.1                  |
| 97  | «Yo soy su madre»                                 | 9 de agosto de 2022       | —                    |
| 98  | «Van a ser mis bebés por siempre»                 | 10 de agosto de 2022      | 2.2                  |
| 99  | «Me voy a volver loca de verdad»                  | 11 de agosto de 2022      | 2.2                  |
| 100 | «Un veneno que nos puede destruir»                | 12 de agosto de 2022      | 2.3                  |
| 101 | «¡Aléjate de mi hija!»                            | 15 de agosto de 2022      | 2.3                  |
| 102 | «Una oportunidad de olvidarte»                    | 16 de agosto de 2022      | 2.2                  |
| 103 | «Carlota, ¿qué me hiciste?»                       | 17 de agosto de 2022      | 2.2                  |
| 104 | «Que su corazón no deje de latir»                 | 18 de agosto de 2022      | 2.3                  |
| 105 | «Ojalá tu amor lo traiga de regreso»              | 19 de agosto de 2022      | 2.3                  |
| 106 | «Gracias de corazón»                              | 22 de agosto de 2022      | 2.1                  |
| 107 | «Descansa en paz, Don Abel»                       | 23 de agosto de 2022      | 2.4                  |
| 108 | «Daño irreversible»                               | 24 de agosto de 2022      | —                    |
| 109 | «Salva a mi hijo»                                 | 25 de agosto de 2022      | 2.3                  |
| 110 | «Mariluz está en peligro»                         | 26 de agosto de 2022      | 2.6                  |
| 111 | «El tiempo es crucial»                            | 29 de agosto de 2022      | —                    |
| 112 | «Augusto está detenido»                           | 30 de agosto de 2022      | 2.3                  |
| 113 | «A quien a hierro mata, a hierro muere»           | 31 de agosto de 2022      | 2.3                  |
| 114 | «El tiempo perdido hasta los santos lo lloran»    | 1 de septiembre de 2022   | 2.4                  |
| 115 | «Tú eres la hija de Augusto Ruiz-Montalvo»        | 2 de septiembre de 2022   | 2.5                  |
| 116 | «Que esta guerra termine»                         | 5 de septiembre de 2022   | 2.2                  |
| 117 | «El llamado de la sangre»                         | 6 de septiembre de 2022   | 2.1                  |
| 118 | «Los malos de la telenovela»                      | 7 de septiembre de 2022   | 2.6                  |
| 119 | «Nada borra el daño»                              | 8 de septiembre de 2022   | 2.3                  |
| 120 | «Es tiempo de hacer lo correcto»                  | 9 de septiembre de 2022   | 2.5                  |

Notas
1. ↑  Este episodio se pre-estrenó primero el 25 de marzo de 2022 a través de Blim TV y después, el 26 de marzo de 2022 a través de la página, app y redes sociales oficiales —incluido el canal de YouTube y cuenta oficial de Facebook— de Las Estrellas.[15][16]

## Producción
La telenovela fue anunciada el 31 de octubre de 2021, durante la presentación de programación para el 2022. El 25 de noviembre de 2021, se anunció el reingresó del productor Salvador Mejía Alejandre a TelevisaUnivision, además de que el llevará la batuta de la telenovela. La producción de la telenovela inició rodaje el 17 de enero de 2022, en una locación en Xochimilco, Ciudad de México, teniendo a cargo de la dirección escénica a Jorge Robles y Edgar Ramírez; Vivian Sánchez Ross, Adrián Frutos Maza y Esteban de Llaca son los responsables de la dirección de cámaras y fotografía. La telenovela tiene contemplado 120 episodios para su producción y emisión.

### Selección de reparto
El 25 de noviembre de 2021, se confirmarón los primeros nombres de los miembros del reparto principal, entre ellos fueron: Alejandra Espinoza —en su debut protagónico—, Rodrigo Guirao Díaz, Christian de la Campa, Gonzalo García Vivanco, Marlene Favela, Sabine Moussier, Ana Martín y Diego Olivera. El 9 de diciembre de 2021, se confirmó a Gabriela Spanic como un miembro más en el reparto, siendo La usurpadora, el último trabajo que realizó para Mejía Alejandre. A través de una nota publicada en la página web de Univision el 7 de enero de 2022, se confirmó a Eduardo Yáñez con una participación especial. Natalia Esperón confirmó su participación el 8 de enero de 2022, después de estar ausente por 10 años de la televisión.

## Audiencias
| Temporada | Horario (CT)                     | Episodios | Primera emisión     | Primera emisión      | Última emisión          | Última emisión       | Prom. de espectadores (millones) |
| Temporada | Horario (CT)                     | Episodios | Fecha               | Audiencia (millones) | Fecha                   | Audiencia (millones) | Prom. de espectadores (millones) |
| --------- | -------------------------------- | --------- | ------------------- | -------------------- | ----------------------- | -------------------- | -------------------------------- |
| 1         | Lunes a viernes 16:30 - 17:30 h. | 120       | 28 de marzo de 2022 | 2.2                  | 9 de septiembre de 2022 | 2.5                  | 2.2                              |